# Thal (Sankt Wolfgang)
Thal ist ein Gemeindeteil von St. Wolfgang im oberbayerischen Landkreis Erding.

## Geographie
Die Einöde Thal liegt 1,1 Kilometer südöstlich des Rathauses von Sankt Wolfgang.

## Bevölkerungsentwicklung
Um 1871 gab es in Thal 17 Einwohner. Im Mai 1987 lebten dort zehn Einwohner in drei Wohngebäuden.
| Jahr      | 1871 | 1925 | 1950 | 1970 | 1987 |
| Einwohner | 17   | 13   | 12   | 14   | 10   |